# Las crisálidas
Las crisálidas es un libro escrito por John Wyndham.

## Argumento General
Las Crisálidas está ambientada en el futuro, después de una guerra nuclear a nivel mundial de efectos devastadores. David, el joven héroe de la novela, vive en el distrito imaginario de Waknuk; en el seno de una compacta comunidad de fundamentalistas genéticos y religiosos, siempre atentos a cualquier desviación en las normas de la creación divina. Toda planta anómala se quema en público mientras se cantan himnos. Los humanos anómalos (que en realidad no son humanos) también están condenados a la destrucción, a no ser que consigan huir a Bordes, un territorio salvaje en el que, según dicen las autoridades, uno no se puede fiar de nada y en el que el demonio hace su trabajo. David crece rodeado de advertencias: MANTÉN PURO EL REBAÑO DEL SEÑOR, CUÍDATE DE LOS MUTANTES. Al principio David no se hace ninguna pregunta. Sin embargo, después se da cuenta de que él también está fuera de la normalidad, que tiene un poder que podría condenarlo a la destrucción o llevarlo a un nuevo futuro.

## Significado del Libro
El libro habla mayormente de la intolerancia de la gente hacia lo extraño o diferente. Se da a entender que lo que tienen esos niños es telepatía. Se podían comunicar por la mente con solo pensar unos en los otros, figuras, formas, o letras.
Todas esas cosas dan a entender que la gente es diferente por la bomba nuclear de Hiroshima y Nagasaki y que la energía nuclear hizo que las mujeres embarazadas tuvieran bebes deformes o que les faltan partes.

## Glosario de términos
- Blasfemia

En Waknuk, una blasfemia es un mutante humano, o desviación. Si alguna persona cae fuera de la definición de hombre como se describe en los Arrepentimientos, entonces se lo considera una blasfemia e inhumano.

## La novela en la cultura popular
La canción Crown of Creation de Jefferson Airplane se inspiró en la novela. Su título y sus letras están extraídos del texto y la trama con permiso de Wyndham. Un ejemplo sacado casi textualmente del texto refleja una explicación filosófica de la mujer de Nueva Zelanda: "Pero la vida es cambio, así es como se diferencia de las rocas, el cambio es su naturaleza". Esta línea se representa en la letra como "La vida es cambio, cómo se diferencia de las rocas". La parte de la canción que dice: "En lealtad a su tipo / no pueden tolerar nuestras mentes. / En lealtad a nuestro tipo / no podemos tolerar su obstrucción" proviene de una explicación de la mujer de Nueva Zelanda que afirma la inevitabilidad del conflicto entre Una especie más avanzada y sus progenitores menos avanzados. (La frase original del libro es "no pueden tolerar nuestro ascenso".)